# Ernst Biedermann (Politiker)
Ernst Biedermann (* 18. Februar 1902 in Zürich; † 13. März 1997 ebenda) war ein Schweizer Politiker der Nationalen Front. Von 1933 bis 1934 war er deren erster Parteiführer.

## Leben
Biedermann war der Sohn des Lithografiemaschinenmeisters David Gottlob Biedermann; seine Mutter war Ines Biedermann, geborene Vonholzen. Sein Vater bildete ihn aus; anschliessend absolvierte er eine kaufmännische Weiterbildung. 1927 legte Biedermann die Matura ab und studierte Naturwissenschaften mit dem Schwerpunkt Anthropologie an der Universität Zürich. 1930 war er Gründungsmitglied der Nationalen Front und gehörte der Leitung an. 1932 wurde Biedermann mit der Dissertation Körperform und Leistung sechzehnjähriger Lehrlinge und Mittelschüler von Zürich promoviert und arbeitete ab 1932 als Turn- und Gesundheitslehrer an der Kantonalen Handelsschule Zürich. 
1933 wurde Biedermann Parteiführer der Nationalen Front. Nach innerparteilichen Auseinandersetzungen wurde er bereits 1934 aus der Partei  ausgeschlossen. Ihm wurde Verrat vorgeworfen, nachdem er Kontakte zur Organisation Neue Schweiz aufgenommen hatte. Sein Nachfolger wurde Rolf Henne. René Sonderegger, Gründer des Nationaldemokratischen Schweizerbunds, bezeichnete Biedermann als Typus eines Jugendführers, der den «idealistischen Willen mit der Disziplin des verantwortungsbewussten Lehrers» verband.
Biedermann zog sich nach dem Ausschluss aus der Nationalen Front aus der Politik zurück. Er arbeitete bis 1967 als Lehrer an der Kantonalen Handelsschule Zürich. Daneben war er ab 1960 Vizepräsident der Schweizerischen Rettungsflugwacht und bis 1964 deren Präsident.

## Werke
- Körperform und Leistung sechzehnjähriger Lehrlinge und Mittelschüler von Zürich, Zürich 1932 (Dissertation)